# Población Los Castaños

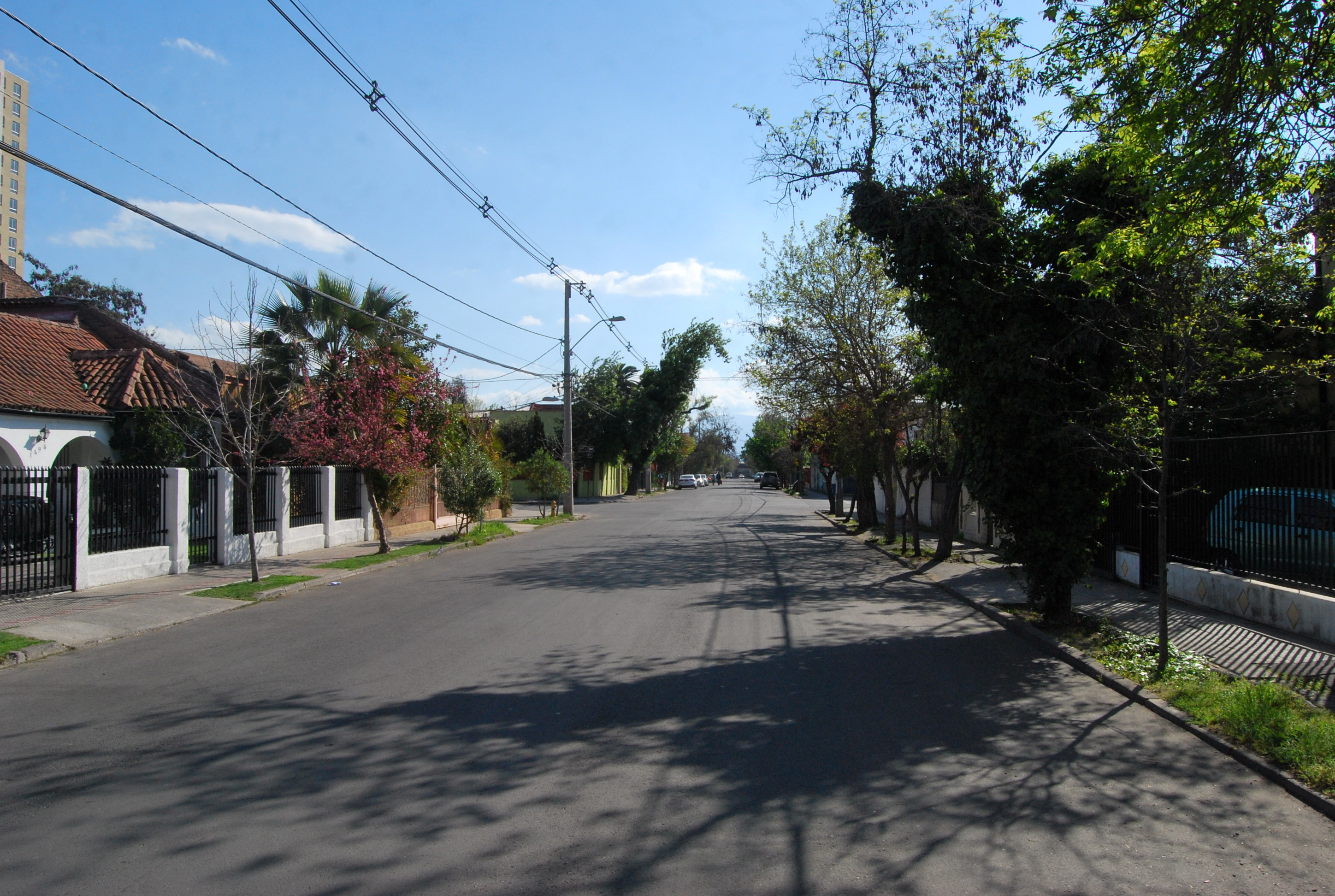
Vista de la Avenida Francia.

La Población Los Castaños es un conjunto arquitectónico habitacional ubicado en la Avenida Francia, entre las avenidas Independencia y Vivaceta, en la comuna de Independencia, de Santiago, Chile. Son una de las obras del arquitecto Luciano Kulczewski. Fue inaugurada en 1930 y declarada Monumento Nacional de Chile, en la categoría de Zona Típica, mediante el Decreto Exento nº 285, del 20 de mayo de 1996.

## Historia
Encargadas al arquitecto Luciano Kulczewski por la Caja de Asistencia, Prevención y Bienestar de la Policía en el año 1930, en terrenos donde antiguamente existieron chacras, en donde construyó 84 viviendas para la clase media santiaguina.

## Descripción
Son 84 casas, ubicadas en la Avenida Francia, entre Avenida Independencia y Avenida Vivaceta, con jardín delantero y reja, de estilo Art Nouveau. Presentan uno o dos pisos, y son pareadas por su lado más largo. Presentan desde 54 a 270 metros cuadrados construidos en terrenos de 300 a 500 metros cuadrados. Presentan uso de tejas de arcilla, arcos de medio punto, muros llenos sobre el vano, todos ellos característicos de las construcciones de Kulczewski.
Otros dos conjuntos residenciales proyectados por Kulczewski fueron declarados Zona Típica. Se trata del Conjunto Virginia Opazo de 1930, en la comuna de Santiago, y de la calle Keller de 1925, en Providencia, ambos en la ciudad de Santiago.